# 勝浦ダム
勝浦ダム（かつうらダム）は、千葉県勝浦市の夷隅川水系・古新田川（こんたがわ）に建設されたダム。

## 解説
灌漑用水用として建造された千葉県営のアースダムである。
堤高29.0m。天端は舗装されていて自動車の通行も可能。堤体の周囲は芝生になっており、憩いの場所となっている。

## 周辺
- 千葉県道178号小田代勝浦線
- 千葉県内浦山県民の森